# 이준호 가족간첩 사건
이준호 가족간첩 사건은 이준호와 이준호의 모친 배병희가 숙부 월북하였다가 집에 찾아온 숙부 이한수의 간첩행위를 용이하게 했다는 혐의로 수사 받은 사건이다.

## 사건개요
판결문에 의하면 이준호는 1972. 3. 중순경에 6.25 때 월북하였다가 집에 찾아온 숙부 이한수로부터 지령을 받고, 뒷산 쪽으로 내보내줌으로써 간첩행위를 용이하게 하여 이를 방조하고,
이준호의 모친인 배병희는 위 일시， 장소에서 위 이한수 등을 뒷산 쪽으로 나가도록 하여 안전하게 입북하도록 함으로써 간첩행위를 용이하게 하여 이를 방조하고,

이준호는 ① 위 일시, 장소에서 이한수로부터 받은 지령에 따라 1974. 4.경 해병대대본부의 위치， 시설 등을 탐지하고, ② 1974. 8.경 이한수를 만나 조선노동당에 가입하여 반국가단체를 구성하여 그 구성원으로서（위 해병대 탐지기밀보고 및 지령, 공작금을 수수하고） 1979. 10. 초순경 대우자동차에 입사하여 대우중공업 인천공장의 위치， 공장규모, 생산 장비 등 국가기밀을 탐지하고, ③1981. 4. 초순경 2일간 예비군 훈련 때 그 훈련장의 위치, 시설 등 국가기밀을 탐지하였다는 혐의로 재판에 넘겨져 1985. 7.23. 서울지법에서 이준호는 징역 7년, 배병희는 징역 3년 6월을 선고받고 대법원에서 확정되었다.

## 이준호의 가계도
이준호는 강화도 양도면 건평리에서 조부 이봉준, 조모 김애지, 모 배병희, 숙부 이한순, 숙모 이명금, 매 이주영과 함께 생활하였으며, 1969. 3. 서라벌예술대학 연극영화과에 입학, 1973. 2. 동 대학을 졸업한 뒤, 1973. 10. 5. 방위병에 소집되어 이듬해 1974. 5. 17. 의가사제대를 하였다.
이준호를 비롯한 가족은 1974년 겨울 인천으로 이사를 하였으며, 이준호는 이후 전자제품상 등 자영업에 종사하다가 1979. 10. 초순경 대우자동차 주식회사에 입사하여 1985. 1. 11.경 이 사건으로 연행될 때까지 계속 근무하였다.

## 수사착수 경위
서울시경 옥인동 대공분실에서는 전 대남공작원 홍○○로부터 “공작원 박 모로부터 1972년 강화도 집에 내려가 가족과 접촉하였다'는 말을 들었다"는 첩보를 입수하여 이를 토대로 가족구성이 가장 유사한 대상 수십 명을 색출하여 집중 수사를 실시하였다. 이 중 강화에 거주하다 월북한 이준호의 숙부 이한수를 남파공작원으로 지목한 다음 홍○○에게 이한수의 초등학교 사진을 제시하여 사진 속 인물이 북한에 있을 때 만난 박 모와 동일인임을 확인하고, 이준호와 배병희를 상대로 조사를 하게 된 것이다.

## 공소사실과 판결문으로 본 이준호의 간첩행위
판결에 의하면, 이준호는 1972. 3. 중순경 6.25 때 월북하였다가 집으로 찾아온 숙부 이한수에게 북한을 찬양하는 교양을 받고 이에 동조하여， 대학생 군사훈련실태, 해안경비상황, 양도면 지서현황 등에 관한 질문을 받고 재학 중이던 서라벌대학의 군사교육단 편제， 건평리 선창가 상황 등에 대해 알려주고， 또한, 주변 군부대, 해안경비상황을 보고하라는 지시를 받고 북괴 지역으로의 탈출을 도와줄 목적으로 다음날 01:00경 위 이한수 일행을 뒷산 쪽으로 내보내 주었다.
이준호의 모친인 배병희는 같은 날, 같은 장소에서 위 이한수와 성명불상 동행인을 만나 4월이 위대한 김일성 수령의 환갑인데 우리 집에서도 무언가 뜻 깊고 간단한 것으로 선물을 하면 좋겠다는 말을 듣고, 놋주발 1벌과 빈 정종병에 붉은 팥을 가득 채워 이한수에게 제공하고, 이준호와 함께 집 주위를 살펴본 후 이한수 등을 뒷산 쪽으로 나가도록 하여 안전하게 입북하도록 하였다.
이와 관련하여 이준호의 숙모인 이명금은 검찰에서 “1972. 3. 중순 22:30경， 경기도 강화군 양도면 건평리 소재 집 안방에 6. 25 때 월북하였던 이한수와 성명불상자가 찾아와 시아버지 이봉준, 시어머니 김애지, 동서 배병희, 조카 이준호와 함께 만난 사실이 있으며, 그 자리에서 이한수가 북한 사회를 찬양하는 발언을 한 것을 들었다.”, “이때 이한수는 조카 이준호와 건평리 해안초소의 위치와 경비상황과 양도지서의 위치 등에 대해 대화한 사실이 있다”, 또한， “이한수가 김일성 수령한테 바칠 선물을 요구하자 시어머니의 제의로 동서 배병희가 다락에서 놋주발과 팥을 꺼내 시어머니에게 주자 보자기에 싸서 이한수에게 전달한 사실이 있고， 이한수 일행이 복귀할 때 배병희와 이준호가 망을 봐준 사실이 있다”고 진술하였다.

이준호의 삼촌이자 간첩 이한수의 친동생인 이한순은 서울시경 진술서(1985. 2. 18.)에서 1983년경 이한수를 만났던 상황에 대해 “1972. 3.경 자정 자고 있던 아내 이명금을 동서 배병희가 깨워서 안방에 들어가 보니 부, 모, 조카 이준호가 앉아 있었는데, 어떤 낯모르는 남자(45세가량)는 문 옆에 서 있고, 이한수는 앉아 있는 것을 보았으며, 술, 인삼 큰 것 4뿌리，1,000원짜리 한 뭉치를 내놓으며 ‘이거 김일성 수령님이 특별히 주시는 건데 준호 학비와 아버님 약값에 보태 쓰라’고 준 사실 있으며， ‘4월이면 김일성 수령님의 회갑인데 우리 집에서도 무엇인가 부피가 작은 것으로 선물 하나를 하였으면 좋겠다’고 하여 어머님과 상의하여 광솔 불을 켜 들고 다락에 올라가서 정종병에 들은 붉은 팥과 아버님회갑 때 들어온 놋주발을 가지고 내려와서 팥을 놋주발에 담아 보자기에 싸서 주었던 사실을 들은 바 있다”고 배병희로부터 들은 내용에 대해 진술하였다.

이준호의 친누나이자 배병희의 딸인 이주영은 서울시경 진술조서(1985. 2. 18)에서 “1973. 6.경 조부 이봉준의 제사로 강화도의 친정집에 갔을 때 조모 김애지로부터 이한수가 1972. 음력 2월 초순 밤에 처남 된다는 사람과 왔다갔는데, 이북에서 아버지 이한국은 학교선생을 하며 잘 살고 있으며， 인삼 4뿌리와 돈을 내놓으며 인삼은 할아버지 잡수라 하고， 돈은 할아버지 약값과 동생 준호 학비에 보태 쓰라고 내놓았으며 어머니에게 여기 왔다는 표시로 무엇인가 한 가지 달라고 하여 할아버지 환갑 때 선물로 들어온 놋주발 한 벌에 팥을 담아 보냈다는 말을 들었다”고 김애지에게 전해들은 내용에 대해 진술하였다.

이준호의 처남이자 이주영의 남편인 백남해는 서울시경 진술조서(1985. 2. 18)에서 “1982. 11. 초순 저녁 10시쯤 인천시 주안동 시온아파트 201호 작은방에서 처 이주영이 있는 자리에서 장모 배병희로부터 처삼촌 이한수에 대해 이야기를 들었는데, 1972. 음력 2월 초순경 자정쯤 이한수 외 1명의 남자가 강화도 집에 나타나 얼마간의 돈뭉치와 홍삼을 내놓았으며, 김일성 회갑기념으로 무엇인가 바쳐야 한다며 붉은 팥을 깨지지 않는 그릇에 담아 달라고 하여 놋주발에 팥을 담아 주었다는 말을 들었다”고 배병희에게 전해들은 내용에 대해 진술하였다.

## 불법수사내용

### 불법감금
서울시경 검거보고서에 의하면 1985. 2. 17. 11:00 이준호, 배병희， 김애지, 이명금을 인천의 주거지에서 검거하였다고 기록되어 있으며， 이준호와 배병희에 대하여는 1985. 2. 17. 구속영장을 청구, 2. 19.에 발부된 것으로 기재되어 있다.
그러나 서울고법에서 열린 항소심 공판에서 이준호는 “1985. 1. 10. 밤 10시에 연행되어 1985. 2. 19. 구속영장이 발부될 때까지 수사기관에서 수사를 받았다”고 진술하였고, 배병희는 “이준호보다 약간 먼저 연행되어 구속영장 이 발부될 때까지 수사기관에 구금되었다”고 진술하였다.
이준호는 “1985. 1. 11. 대우자동차 중부사무소에서 근무 중 집에서 어머니가 연행되었다는 전화를 받고 인천 집으로 간 후, 서울역 역전 파출소로 나오라는 연락을 받고, 처 김기숙, 매형 백남해, 매 이주형과 같이 서울역 파출소로 가자, 차에 태워져 연행되었다"고 진술하였다
이준호는 “1985. 1. 11. 대우자동차 중부사무소에서 근무 중 집에서 어머니가 연행되었다는 전화를 받고 인천 집으로 간 후, 서울역 역전 파출소로 나오라는 연락을 받고, 처 김기숙, 매형 백남해, 매 이주형과 같이 서울역 파출소로 가자, 차에 태워져 연행되었다"고 진술하였다
이에 대하여 당시 수사관들도 '진실ㆍ화해를 위한 과거사 정리위원회'와의 면담에서 “임의동행 형식으로 1985. 1. 11.경 이준호, 배병희 등을 연행한 사실은 있다”고 진술하였으며, 또 다른 수사관은 “서울역 파출소로 출두한 이준호를 연행하였으며 그 과정에서 영장제시 등의 절차는 없었다”고 진술하였다.
그 밖의 수사관들의 진술에 의하면 이준호가 옥인동 대공 분실에서 약 한 달 정도 조사를 받았고, 연행할 당시 영장 등은 발부되지 않은 상태였는데 당시 피의자를 임의동행 형식으로 데리고 와 장기간 불법 구금하는 것은 수사 관행이었다는 진술을 하였다.
따라서 이준호의 구금일은 검거보고서에 기재된 2. 17일이 아닌 1. 11일이며 이는 영장 없는 불법연행으로써 40여 일간 불법 감금되어 조사받았음을 나타내는 것이다.

### 가혹행위 및 허위진술 강요
이준호는 40여 일간의 불법구금 기간 동안에 조사를 받으며 구타를 당하였고, 발로 밟히고, 손으로 옆구리를 맞기도 하는 등 물리적 압력과, 자백을 해야 어머니와 나갈 수 있다고 회유하여 사실과 다른 허위자백을 하였다고 항소심 공판에서 진술하였다.

또한 ‘진실ㆍ화해를 위한 과거사 정리위원회’에서의 진술에서는 “74년 2차 접촉사실을 조작할 때에는 잠을 전혀 자지 못하게 한 채 진술서를 작성하였으며, 잠을 못 잔 상태에서 정신이 몽롱하여 진술서를 작성하게 하였다”고 진술하였다.

배병희도 1심 공판에서 “수사기관이 시키는 대로 하면 내보내준다”고 했다고 주장했고, 2심 공판에서는 “검사 앞에서 사실이 아닌 것을 자백한 것은 아들이 이미 자백을 했고 아들의 말과 같이 진술해야 나갈 수 있다고 해서 허위진술을 하였다”고 주장하였다.
이는 다른 피의자와 참고인들에 대해서도 마찬가지였다.
이준호의 숙부인 이한순은 “서울시경 대공 분실에서 조사받으면서 자신이 6.25 당시 월북한 형 이한수를 만나기 위해 입북한 사실이 있었다는 허위사실을 조서에 기재할 것을 요구하며 물구나무세우기, 불빛을 비춰 잠 안 재우기, 구타, 물고문 등을 당했다”고 진술하였다.

이준호의 재판에서 피의자와 참고인들의 진술이 일치하는 이유는 수사과정에서 이루어진 고문과 허위자백 강요에 의한 것이며, 이는 재판과정에서의 진술과 이후 ‘진실ㆍ화해를 위한 과거사 정리위원회’에서의 진술을 통하여 입증되며 당시 수사관들도 연행과정에서의 구타와 수사 중 잠 안 재우기 등 가혹행위에 대하여 시인하였는데 이준호의 접견기록 중 눈에 대한 통증을 호소하는 부분은 수사과정에서 가혹행위가 있었음을 뒷받침해준다.

### 1972년의 간첩방조
이준호와 배병희의 자백과 참고인들의 진술, 그리고 판결에 의하면 이준호와 배병희는 1972년 이한수가 행하는 간첩활동을 용이하게 하기 위하여 이를 방조하였다고 한다.
즉, 이한수가 이준호를 방문한 1972. 3. 중순경 이준호는 대학생 군사훈련실태, 해안경비상황, 양도면 지서현황 등에 관한 질문을 받고 재학 중이던 서라벌대학의 군사교육단 편제， 건평리 선창가 상황 등을 이한수에게 알려주었고, 배병희는 다음날 이한수 일행을 뒷산 쪽으로 내보내주면서 놋주발 1벌과 빈 정종병에 붉은 팥을 가득 채워 이한수에게 제공하고 이준호와 함께 집 주변을 살펴본 후 이한수 등이 안전하게 입북하도록 함으로써 간첩행위를 방조하였다는 것이다.

그러나 이준호는 1심 공판과정에서 1972. 3월 중순경 이한수 일행을 만난 사실은 인정하였지만 이한수 일행이 집에 머문 시간은 40~50분 정도였으며 진술서에 기재된 내용의 대화를 나눈 사실은 없다고 진술하였다. 이는 항소심 공판에서도 동일한 내용의 진술을 하였다.

배병희는 1심 공판에서 이한수를 만난 사실은 인정하였지만 북한사회를 찬양한 적은 없고 팥과 놋주발을 보자기에 싸서 준 것은 시어머니인 김애지가 그리 한 것이라고 진술하였다. 또한 이한수의 복귀를 돕기 위해 망을 봐준 사실이 없다고 진술하였는데, 이한수 일당을 신고하지 않은 것은 시아버지께서 신고하지 못하게 하였기 때문이라고 진술하였다.
이준호의 숙모 이명금은 검찰 진술에서 이준호가 이한수와 만나는 자리에서 북한을 찬양하는 발언을 하였고, 해안초소의 위치 등에 대해 대화하였으며 이한수가 김일성에게 바칠 선물을 요구하자 시어머니의 제의로 배병희가 놋주발과 팥을 꺼내 이한수에게 전달하고 복귀시 망을 보았다고 진술하였다.
그러나 이 역시 1심 공판에서 이한수를 만난 사실은 인정하였지만 위와 같은 사실은 없었고 오히려 가족들이 이한수에게 자수를 권하였다고 진술하였다. 놋주발과 팥을 건네준 것도 배병희가 아닌 시어머니 김애지였다고 진술하였다.

배병희의 시어머니인 김애지도 1심 공판정에서 검찰에서의 진술과 다른 취지의 진술을 한다. 즉, 이한수에게 놋주발에 팥을 담아준 것은 며느리가 아니라 본인이며, 이한수가 방문한 당시 식구들은 모두 당황하고 있어서 배웅 등의 행동을 한 사실이 없다는 진술이었다.
1985년에 서라벌예술초급대학에서 교련을 담당했던 강봉규는 서울시경 진술서에서 교련편제, 장비, 교육대상, 교육내용에 대하여 진술하였는데 제1심 공판에 출석하여 위 내용은 당시 위 대학에서 교련을 받는 학생은 다 알고 있는 사실이며, 1971년 당시 이준호는 중대장 직에 있었다고 증언하였다.  
이한수가 1972. 3월 이준호의 자택을 방문하여 이준호와 배병희를 비롯한 가족들을 만난 사실은 인정된다. 그러나 만난 시간은 1시간이 채 되지 않는 것으로 짧은 시간이었다. 그 짧은 시간 동안에 이준호가 이한수에게 전달했다는 정보는 당시 교련수업을 듣는 대학생들이면 누구나 알 수 있는 정도의 내용일 것인데 이준호는 이마저도 알려준 사실이 없다고 하였고 오히려 고문과 가혹행위 및 허위진술 강요에 의한 것이라며 관련사실을 부인하고 있다.

배병희가 놋주발과 팥을 김일성의 생일에 대한 선물로 전달하였다는 검찰 측 주장도 진술서에서만 기재된 것이며 관련된 모든 이들이 위 행위의 주체를 배병희가 아닌 배병희의 시어머니 김애지라고 진술하고 있으며 망을 보는 등의 행위에 대하여는 그러한 사실이 없다고 진술하고 있다.
만일 배병희가 팥을 전달해 주었다 하더라도 그것을 간첩방조죄가 성립되는 행위라 볼 수는 없을 것이다. 경찰과 검찰의 과도한 자의식이 일반 아녀자를 간첩으로 만들었을 뿐이라 할 것이다.

### 1974년 및 1981년의 간첩행위
경찰과 검찰은 이준호가 1972년 이외에도 1974년 8월 하순경 다시 남파된 이한수를 만나 조선노동당 입당을 권유받고 이를 승낙하여 ‘한강518’이라는 당증번호를 부여받아 반국가단체를 구성하였다고 주장한다.
이 당시 이준호는 면사무소에서 방위병으로 근무하고 있었는데  군 관련 정보를 수집하여 이한수에게 제공하였다는 것이다.
이 당시 이준호는 면사무소에서 방위병으로 근무하고 있었는데  군 관련 정보를 수집하여 이한수에게 제공하였다는 것이다.
이준호는 이한수와 만난 사실은 1972년의 1회일뿐이며 그 이후에 이한수를 만난 사실이 없다고 주장한다. 1974년의 군 관련 정보는 방위병으로 근무하면서 1일간 집체교육을 받은 사실이 있는데 그 장소가 강화군 소재 해병대대 훈련장일 뿐이었고 이한수는 만난 사실이 없으므로 전달한 사실도 없다고 주장한다. 
1974년에 이준호가 이한수를 만났다는 것을 인정할 증거는 없으며 단지 이준호가 경찰과 검찰에서 작성한 진술서에서만 나올 뿐이다. 그 밖의 증인들은 이준호가 1974년 군 생활을 하면서 해안초소의 위치 등을 알고 있었다는 정황증거를 입증하기 위한 증인일 뿐이며, 조모 김애지가 이준호로부터 1974년 이한수의 방문사실을 들었다는 진술서는 1심 공판에서 김애지가 다시 부인하였을 뿐이다.  
그렇다면 1979년 대우중공업 탐지와 1981년 예비군훈련장 탐지는 간첩행위였을까?

이준호는 1979년 10월 대우자동차의 영업사원으로 입사하여 판매신입사원 교육을 받았는데 그 장소가 인천시 만석동 소재 대우중공업(주)이었다. 검찰은 당시 이준호가 대우중공업 인천공장의 위치, 공장규모, 무장경비원 수, 생산물품의 종류 등의 정보를 수집하였고 이는 나중에 이한수 등을 만나 북한에 전달하기 위한 정보수집이었다고 주장한 것이다.

그러나 증인들의 증언 내용을 종합하면 대우중공업은 교육장을 사용하는 연수생들에게 일부 회사시설과 구내식당을 개방하고 인천공장 사원들과 함께 사용하고 있었다. 또한 교육장을 사용하는 연수생들이 그 시설을 벗어나 대우중공업 공장 내부를 돌아다닐 수는 없었으며 이준호가 국가기밀 탐지 등의 간첩행위를 하였다는 증거는 이준호의 진술서 이외에는 어떠한 것도 제출되지 않았다.
검찰이 주장하는 1981. 4월의 간첩행위는 주안동 예비군 훈련장의 위치와 규모, 훈련시설, 훈련용 무기의 종류, 훈련내용등의 국가기밀을 수집하였다는 것이다.
대한민국 국민 이준호는 1981. 4월 초순경 2일간의 예비군 훈련을 수료하였을 뿐이다. 두 눈을 가리고 예비군 훈련을 받을 수는 없었을 것이다. 이준호가 이미 간첩이라는 예단을 가지고 그의 일상생활 모두를 간첩행위로 보지 않는 이상 이러한 황당한 결론은 불가능하였을 것이다. 역시 마찬가지로 이 행위가 간첩행위라는 증거는 전혀 없다.

## 재심결과
2009. 7. 10. 서울고등법원 형사7부는 이준호와 배병희씨에 대한 재심에서 무죄를 선고한다.
재판부는 선고공판에서 "한 서민가정의 가장으로, 어린 손녀들을 둔 시골 할머니로 지극히 평범한 생활을 영위하던 피고인들은 어느 날 간첩으로 지목돼 자백을 강요받았고 이어진 재판절차에서 억울함을 간절히 호소하였음에도 전혀 받아들여지지 않았다"며 "피고인들의 희생을 마지막으로 부당한 공권력의 행사로 인해 억울함과 한을 안고 사는 사람들이 더 이상 이 땅에 생겨나지 않기를 함께 기원해 본다"는 말로 이씨 등에게 위로의 뜻을 전했다.
그를 고문하던 당시 서울시경 옥인동 대공 분실 경찰 김현창은 이 사건 공로로 1985년 12월 경장에서 경사로 특진했다. 이어서 김현창은 1989년 3월에 청룡봉사상 충상을 받고 경위로 진급했다.
한편 1985년 이준호를 기소했던 서울지검 당시 검사 고영주는 지난 2016년 한겨레신문과의 인터뷰에서 재심에서 무죄선고를 받은 이준호·배병희 사건에 대해 "기억나지 않아 할 말 없다"고 답변했다.